# Demokratiske parti (USA)
Det demokratiske parti eller blot Demokraterne er det ene af de to store politiske partier i USA; det andet er det republikanske parti. Partiet – under dets nuværende navn – blev dannet under Andrew Jackson i 1820'erne, men dets rødder kan spores tilbage til Thomas Jefferson og det Demokratisk-republikanske parti. Det er det næstældste politiske parti i verden, kun overgået af Storbritanniens Konservative.
Siden 1896 har demokraterne været det mest venstreorienterede (am: liberal) af de to store partier. Franklin D. Roosevelts arbejderklassevenlige, aktivistiske filosofi har dannet grobund for store dele af partiets dagsorden siden 1933; hans New Deal kontrollerede regeringsførelsen helt ind i 1960'erne. 1960'ernes borgerrettighedsbevægelse, som på trods af modstand fra dets sydstatsfløj blev støttet af partiet, har siden inspireret partiets ideer og principper.
Ved det seneste præsidentvalg i 2020, blev den tidligere vice-præsident Joe Biden valgt som den 46. præsident.

## Ideologisk basis
De dominerende holdninger hos Demokraterne er siden 1930'erne generelt blevet anset som liberale.[kilde mangler]. Man skal her være opmærksom på, at liberalisme generelt har en anden betydning i USA ift. udenfor (se amerikansk liberalisme), men i en international kontekst bliver Demokraternes synspunkter dog også ofte set som liberale.[kilde mangler] Partiets politiske standpunkter har rødder i den såkaldte progressive bevægelse i USA fra starten af det 20. århundrede og desuden i tankerne fra sådanne intellektuelle som John Dewey.
Det var Præsident Franklin D. Roosevelt, der i 1930ernes "depression" samlede en koalition, som omfattede traditionelle Demokrater overalt i landet, små landmænd, de hvide i sydstaterne, katolikkerne, partiorganisationerne i de store byer, fagforeningerne, de sorte i nordstaterne, jøderne, de intellektuelle og de liberale. Denne koalition, der omtales som New Deal koalitionen, forblev stort set intakt indtil 1960'erne.
I 1800-tallet og første halvdel af 1900-tallet var de hvide i Sydstaterne overvejende demokrater; traditionelt omtalt som Sydstatsdemokrater. De var anset for at være konservative i spørgsmålet om slaver og var fortalere herfor . Dette stod i modsætning til både Nordstatsdemokrater og det Republikanske parti. Sidstnævnte blev i 1954 grundlagt af anti-slaveri aktivister som modstand mod slaveriets udbredelse ifm. "Nebraska Act".
Ved præsidentvalget i 1860 lige før borgerkrigen, stillede Sydsatsdemokraterne med deres egen kandidat John C. Breckinridge .Og herefter var partiet frem til 1930erne splittet i forskellige fraktioner. Ved flere senere præsidentvalg er Sydstatsdemokrater stillet op mod både demokratiske og republikanske kandidater. Senest i 1948, da Strom Thurmond tabte til Harry S. Truman. Dette anses traditionelt for at være begyndelsen på Roosevelts New deal koalitions opløsning. Og siden 60erne har de traditionelle sydstater oftest stemt republikansk ved præsidentvalg 
Partiet er fortaler for de fleste demokratiske frihedsrettigheder, sociale rettigheder, lige rettigheder, lige muligheder og den fri næringsdrivelse, hvis værste konsekvenser dog skal modereres af regeringens indblanding. Partiet mener, at regeringen skal forsøge at forhindre fattigdom og social uretfærdighed, også selvom det måske skulle betyde, at det offentlige bliver nødt til at spille en større rolle i samfundet, og et progressivt skattesystem for at sikre finansieringen.
Ethvert givent partis principper og værdier er svære at definere, og generelt behøver de ikke at gælde for alle medlemmer.[kilde mangler] Hos Demokraterne, som er et meget bredt dækkende parti, kan et medlem således også sagtens være uenig med partiet i et eller flere af partiets "officielle" standpunkter. Disse standpunkter repræsenterer de holdninger, som et flertal af de delegerede på det nationale konvent – ofte under indflydelse af årets nominerede præsidentkandidat – har vedtaget.

## Demokratiske præsidenter siden det moderne partis grundlæggelse i 1824
Fra 2021 har der været i alt 16 præsidenter for det demokratiske parti.
| #  | Præsident                         | Porræt        | Tiltrædelse       | Afgang            |
| -- | --------------------------------- | ------------- | ----------------- | ----------------- |
| 7  | Andrew Jackson (1767–1845)        |               | 4. marts 1829     | 4. marts 1837     |
| 8  | Martin Van Buren (1782–1862)      |               | 4. marts 1837     | 4. marts 1841     |
| 11 | James K. Polk (1795–1849)         |               | 4. marts 1845     | 4. marts 1849     |
| 14 | Franklin Pierce (1804–1869)       |               | 4. marts 1853     | 4. marts 1857     |
| 15 | James Buchanan (1791–1868)        |               | 4. marts 1857     | 4. marts 1861     |
| 17 | Andrew Johnson (1808–1875)        |               | 4. marts 1865     | 4. marts 1869     |
| 22 | Grover Cleveland (1837–1908)      |               | 4. marts 1885     | 4. marts 1889     |
| 24 | Grover Cleveland (1837–1908)      | 4. marts 1893 | 4. marts 1897     |                   |
| 28 | Woodrow Wilson (1856–1924)        |               | 4. marts 1913     | 4. marts 1921     |
| 32 | Franklin D. Roosevelt (1882–1945) |               | 4. marts 1933     | 12. april 1945    |
| 33 | Harry S. Truman (1884–1972)       |               | 12. april 1945    | 20. januar 1953   |
| 35 | John F. Kennedy (1917–1963)       |               | 20. januar 1961   | 22. november 1963 |
| 36 | Lyndon B. Johnson (1908–1973)     |               | 22. november 1963 | 20. januar 1969   |
| 39 | Jimmy Carter (1924–2024)          |               | 20. januar 1977   | 20. januar 1981   |
| 42 | Bill Clinton (født 1946)          |               | 20. januar 1993   | 20. januar 2001   |
| 44 | Barack Obama (født 1961)          |               | 20. januar 2009   | 20. januar 2017   |
| 46 | Joe Biden (født 1942)             |               | 20. januar 2021   | 20. januar 2025   |

## Nuværende højesteretsdommere udpeget af demokratiske præsidenter
Fra 2022 er tre af de ni pladser i USA's højesteret besat af dommere udpeget af demokratiske præsidenter: Barack Obama og Joe Biden.
| Dommer / fødselsdag og -sted | Dommer / fødselsdag og -sted                             | Udpeget af | Stemmer i Senatet | Alder | Alder     | Tiltræden / år i embedet | Alma Mater              | Tidligere embede (umiddelbart forinden udpegningen)                                        | Efterfulgte |
| Dommer / fødselsdag og -sted | Dommer / fødselsdag og -sted                             | Udpeget af | Stemmer i Senatet | Start | Nuværende | Tiltræden / år i embedet | Alma Mater              | Tidligere embede (umiddelbart forinden udpegningen)                                        | Efterfulgte |
| ---------------------------- | -------------------------------------------------------- | ---------- | ----------------- | ----- | --------- | ------------------------ | ----------------------- | ------------------------------------------------------------------------------------------ | ----------- |
| 08                           | Sonia Sotomayor 25. juni 1954 New York City, New York    | Obama      | 68–31             | 55    | 71        | 8. august 2009 15        | Yale University (JD)    | Dommer ved United States Court of Appeals for the Second Circuit (1998–2009)               | Souter      |
| 05                           | Elena Kagan 28. april 1960 New York City, New York       | Obama      | 63–37             | 50    | 65        | 7. august 2010 14        | Harvard University (JD) | Solicitor General of the United States (~ kammeradvokat) (2009–2010)                       | Stevens     |
| 02                           | Ketanji Brown Jackson 14. september 1970 Washington D.C. | Biden      | 53–47             | 51    | 54        | 30. juni 2022 3          | Harvard University (JD) | Dommer ved United States Court of Appeals for the District of Columbia Circuit (2021–2022) | Breyer      |

## Farven blå
I Amerikas Forenede Stater bliver de venstreorienterede, Demokraterne, bekendt med farven blå og de højreorienterede, Republikanerne, med farven rød. Men i europæisk forstand forbindes socialisme, samt andre venstreorienterede ideologier, med farven rød, hvorimod liberalisme og konservatisme og andre højreorienterede ideologier forbindes for farven blå. Men under det amerikanske præsidentvalg i 1976 mellem demokraten, Jimmy Carter og republikaneren, Gerald Ford, fremstillede NBC, med det nye farve-tv, der kunne blive sendt, Jimmy Carter med farven rød og Gerald Ford med farven blå. Dette skyldtes farveskemaet, som man brugte i Storbritanniens politiske system, hvor de venstreorienterede er røde og de højreorienterede er blå. Men samtidig varierede forskellige farveskemaer hos forskellige nyhedsstationer i USA bl.a. af ideologiske og æstetiske grunde. Men under præsidentvalget i 2000 mellem demokraten Al Gore og republikaneren George W. Bush, der senere blev Amerikas 43. præsident efter en længere genoptællingen, begyndte bl.a. New York Times og USA Today, at benytte farven blå til demokraterne og farven rød til republikanerne, når de udgav deres kort over valgmandskollegiet. New York Times brugte farven rød til republikanerne, fordi "rød begynder med r, republikaner begynder med r, det var en mere naturlig association.", sagde den ledende grafikredaktør Archie Tse. Lige siden præsidentvalget i 2000 har farven blå uofficielt været knyttet til demokraterne og farven rød til republikanerne.

## Eksterne links
- Det Demokratiske Partis officielle hjemmeside Arkiveret 7. december 2006 hos  Wayback Machine

| Politisk parti | Spire Denne artikel om et politisk parti eller gruppe er en spire som bør udbygges. Du er velkommen til at hjælpe Wikipedia ved at udvide den. |

38°53′03″N 77°00′33″V / 38.8843°N 77.0091°V